# レッド・スコルピオン
『レッド・スコルピオン』(原題：Red Scorpion)は1989年製作のアメリカ合衆国のアクション映画。1994年には『レッド・スコルピオン2』が製作された。

## ストーリー
ソ連の特殊部隊員ニコライは上官のヴォルテーク将軍から、アフリカ某国の反共産政府運動の指導者スンダタを暗殺するよう命じられる。現地に駐留するキューバ軍の軍事顧問として赴任したニコライはスンダタの居場所を探るべく、彼の仲間で拘束されているカルンダに接触するため、基地内で乱闘騒ぎを起こして彼と同じ牢屋に放り込まれる。ニコライはカルンダと、同じく牢屋に放り込まれていた彼の友人のアメリカ人ジャーナリスト・デューイと共に基地を脱走する。デューイはニコライを疑うが、追跡するキューバ軍を撃退した姿を見たカルンダはニコライを信用し、自分の村に案内する。しかし、村はソ連軍とキューバ軍の攻撃によって壊滅し、村人たちも虐殺されていた。村の惨状を見たニコライは言葉を失い、忠誠を誓っていたソ連への疑念を抱くようになる。
三人は村を脱出したスンダタの元に向かうが、途中でキューバ軍に見付かり追い詰められる。そこにゲリラが到着してキューバ軍を撃退し、三人はスンダタと合流する。スンダタはニコライを歓迎するが、ニコライは悩んだ末に任務を遂行することを選ぶ。その日の夜、ニコライはスンダタの寝所を襲うが、その意図をスンダタに見透かされていたため失敗して捕まってしまう。ニコライは拘束された状態で砂漠に放置され、キューバ軍に保護されるが、脱走の罪で拘束されてしまう。面会したヴォルテークに任務への復帰を願い出るニコライだったが、ヴォルテークはキューバ軍のザイアス大佐にニコライを処刑するように命じる。ザイアスはメンデス軍曹に処刑を任せて牢屋を後にするが、ニコライはメンデスを殺して基地を脱走する。
ニコライは砂漠で生き倒れになり、通りかかったサン人の男に助けられる。ニコライはスンダタの元に向かうが、同じころ、ヴォルテークは部隊を率いてスンダタの村を襲撃し、子供を助けようとしたスンダタは銃撃され重傷を負ってしまう。死ぬ間際のスンダタの元に到着したニコライは、彼から仲間として認められ、駐留軍基地を単身襲撃する。ニコライの姿を見たデューイやカルンダたちも基地の攻撃に参加し、ニコライはザイアスたちを倒し、ヴォルテークの乗ったMi-24を撃墜する。ヴォルテークは隙を突いてニコライを殺そうとするが、Mi-24ごと吹き飛ばされ、ニコライはデューイやカルンダたちと共に解放を喜び合う。

## キャスト
| 役名                   | 俳優                         | 日本語吹替                                                                                       | 日本語吹替                                                                        |
| 役名                   | 俳優                         | ソフト版                                                                                         | 日本テレビ版                                                                      |
| ---------------------- | ---------------------------- | ------------------------------------------------------------------------------------------------ | --------------------------------------------------------------------------------- |
| ニコライ・ラチェンコ   | ドルフ・ラングレン           | 大塚明夫                                                                                         | 大塚明夫                                                                          |
| デューイ・ファーガソン | M・エメット・ウォルシュ      | 富田耕生                                                                                         | 黒沢良                                                                            |
| カルンダ・キントッシュ | アル・ホワイト               | 田中信夫                                                                                         | 富山敬                                                                            |
| ヴォルテーク将軍       | T・P・マッケンナ             | 山内雅人                                                                                         | 大木民夫                                                                          |
| ザイアス大佐           | カーメン・アルジェンツィアノ | 中庸助                                                                                           | 千田光男                                                                          |
| クラスノフ             | ブライオン・ジェームズ       | 玄田哲章                                                                                         | 大友龍三郎                                                                        |
| アンゴ・スンダタ       | ルーベン・オージー           | 大宮悌二                                                                                         | 阪脩                                                                              |
| メンデス軍曹           | アレックス・コロン           | 西村知道                                                                                         | 清川元夢                                                                          |
| その他                 |                              | 村松康雄 秋元羊介 稲葉実 幹本雄之 小室正幸 小関一 さとうあい 荒川太郎 鈴木勝美 稀代桜子 江沢昌子 | 宝亀克寿 山口健 古田信幸 仲野裕 茶風林 桜井敏治 小形満 相沢正輝 渡辺美佐 亀井芳子 |
|                        |                              |                                                                                                  |                                                                                   |
| 演出                   |                              | 藤山房伸                                                                                         | 清水勝則                                                                          |
| 翻訳                   |                              | 初瀬松男                                                                                         | 初瀬松男                                                                          |
| 調整                   |                              | 遠西勝三                                                                                         | 野下繁登                                                                          |
| 効果                   |                              |                                                                                                  | 南部満治                                                                          |
| 製作                   |                              | ザック・プロモーション                                                                           | ザック・プロモーション                                                            |
| 初回放送               |                              | 1990年9月29日 『ゴールデン洋画劇場』                                                             | 1994年1月21日 『金曜ロードショー』                                                |

## 製作
当初、撮影はスワジランドで行われる予定だったが、撮影を拒否されたためナミビア（南アフリカ領南西アフリカ）での撮影に変更となった。また、ワーナー・ブラザースが配給する予定だったが、製作サイドと揉めたため契約を撤回している。南アフリカ共和国政府から資金を得て、南アフリカ国防軍が兵士役のエキストラや車両などを提供しているため、撮影は アパルトヘイト反対運動を行っていたアーティストやスポーツ選手から批判された他、南アフリカ政府と敵対していたアフリカ民族会議を批判するプロパガンダのために製作されたとも言われた。撮影が遅れたことや製作の問題が影響し、製作費は予定の2倍以上かかったという 。

## 評価
ロサンゼルス・タイムズのケヴィン・トーマスは「間抜けなライブ・アクション・コミック」と表現し、「ドルフ・ラングレンのカリスマ性を示すものの、彼のキャリアを傷付ける」と批評した。ニューヨーク・タイムズのスティーヴン・ホールデンは、「ラングレンの体格は彼の演技よりも感情を伝え、映画の真のスターとなる」と批評している。